# Burghof (Flensburg)

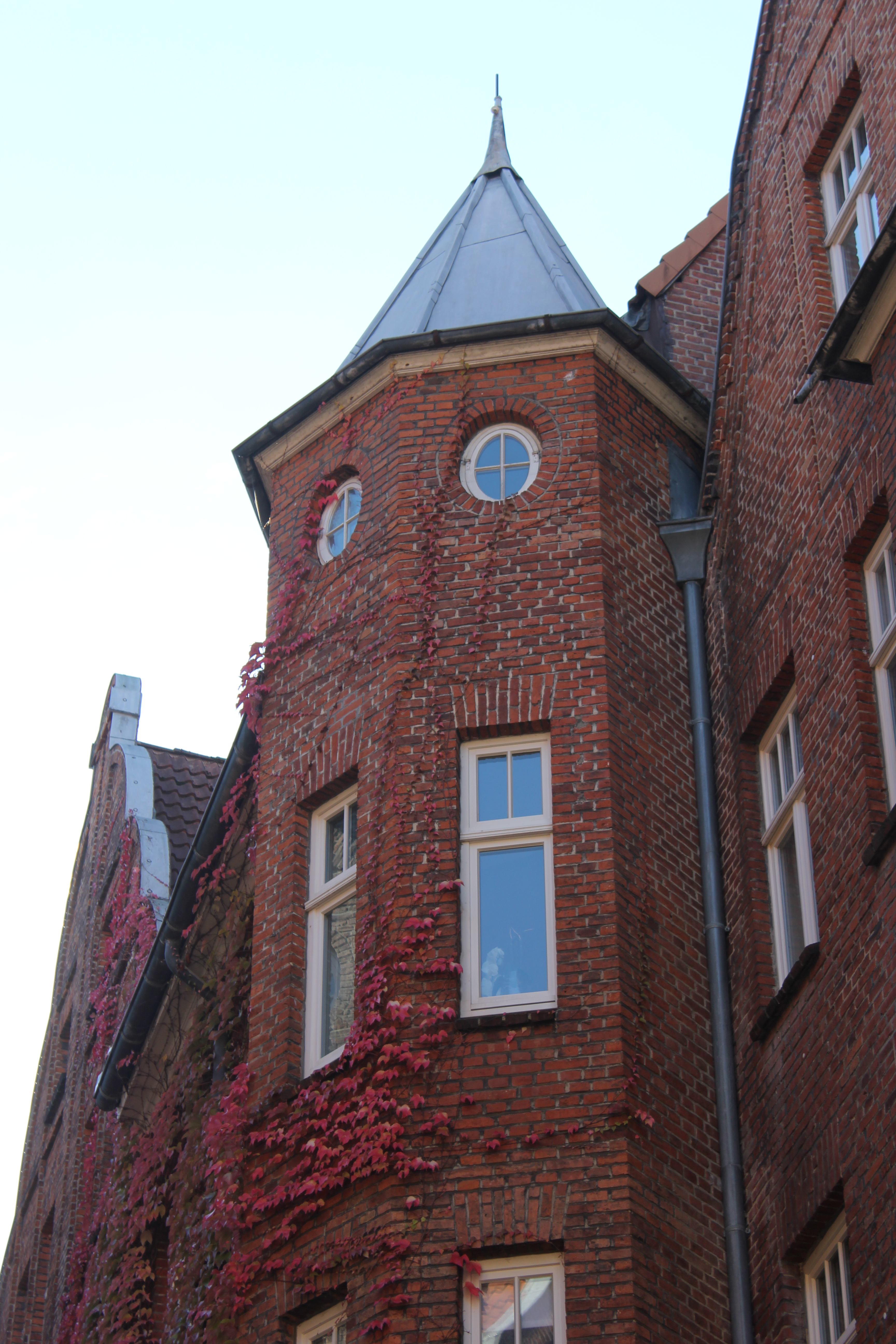
Der südlich gelegene beider Türme

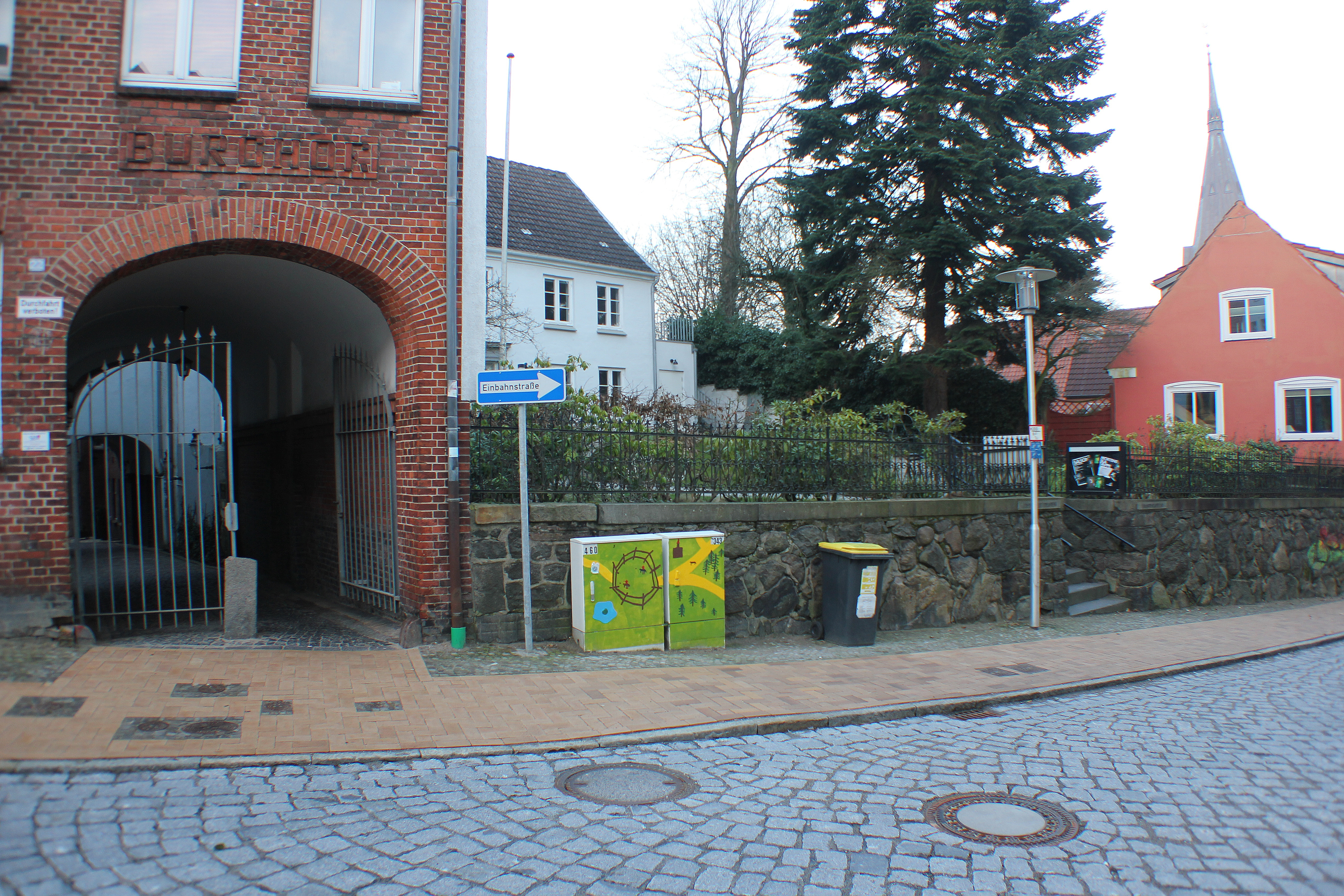
Das Zugangstor zum Burghof neben dem Lille Teater, wo vermutlich im Mittelalter die Turmburg im Norderkuhgang stand

Der Burghof in Flensburg ist ein von Paul Ziegler gestalteter Innenhofkomplex mit dazugehörigen Wohnhäusern im Stil der Heimatschutzarchitektur aus den Jahren 1909/1910, welcher einen deutlichen Burgcharakter aufweist und damit eine historisierende Wirkung entfaltet.

## Lage
Der Burghof ist durch zwei Tore zugänglich, im Norden von der Toosbüystraße 11, im Süden von der Marienstraße 22 aus. Das Areal liegt zentral in der Flensburger Altstadt wenige Gehminuten von der Fußgängerzone Große Straße entfernt. Die nächste Bushaltestelle befindet sich nicht weit entfernt in der Toosbüystraße.

### Turmburg im Norderkuhgang
Das Zugangstor in der Toosbüystraße ist von den südlichen Abhängen des Marienberges, auf dem einst die Duburg stand, etwas weiter entfernt. Das südliche Zugangstor liegt direkt neben dem Lille Teater (Marienstraße 20), welches erhöht auf einem Erdhügel steht und auf dessen Gelände sich im Mittelalter, wie man annimmt, eine Turmburg befand. Die Straße trug bis zum Anfang des 19. Jahrhunderts noch den Namen Norderkuhgang, weil hier Vieh aus der Stadt über die Gasse, durch ein Stadttor bei der Adresse Nr. 23, auf die Gemeindeweide getrieben wurde. Die besagte Turmburg im Norderkuhgang war so wohl auch ein Bestandteil der Flensburger Stadtbefestigung. Es wird angenommen, dass in der kleinen Burg eine höhere Persönlichkeit, wie beispielsweise der vom König eingesetzte Stadtvogt, seinen Sitz hatte. Die Einsetzung eines Stadtvogtes durch den König oder Herzog bestand wohl schon seit Anfang des 11. Jahrhunderts und wird auch in der Stadtrechtsurkunde Flensburgs aus dem Jahr 1284 erwähnt. Erst im Jahre 1413 erhielt die Stadt das Recht, den Stadtvogt selbst zu wählen. In den Berichten zu den Kampfhandlungen um die Duburg im Jahr 1431 wird der Bau als Wohnsitz eines Ritters wohl ebenfalls erwähnt. Wie oder wann die Burg zerstört wurde oder zerfiel, ist nicht bekannt. Beim Bau des Burghofkomplexes wurden offenbar einige der heute weniger sichtbaren Teile des Burggeländes ebenfalls überbaut.

### Benachbarte Gebäude
Die benachbarten kleinen alten Wohnhäuser mit den Nummern Marienstraße 1 bis 19, mit Ausnahme der Adressen 2, 4 und 16, wurden als Kulturdenkmale eingetragen. Die benachbarten Gründerzeit- und Jugendstilgebäude in der Toosbüystraße sind zum Teil ebenfalls als Kulturdenkmale eingetragen. Der Burghof selbst, mit seinen Häusern und seiner Ausstattung, gilt zwar als ein bedeutsames Kulturdenkmal, wurde jedoch bisher noch nicht ins Denkmalbuch eingetragen. Die Toosbüystraße ist heute eine wichtige Hauptverkehrsstraße, die Marienstraße hingegen eine verkehrsberuhigte Einbahnstraße.

### Zugänglichkeit
Der Burghof selbst kann zwar von Autos, von der Toosbüystraße aus, befahren werden, aber dient nicht als Parkplatz und Autos sind dort eher eine Seltenheit.

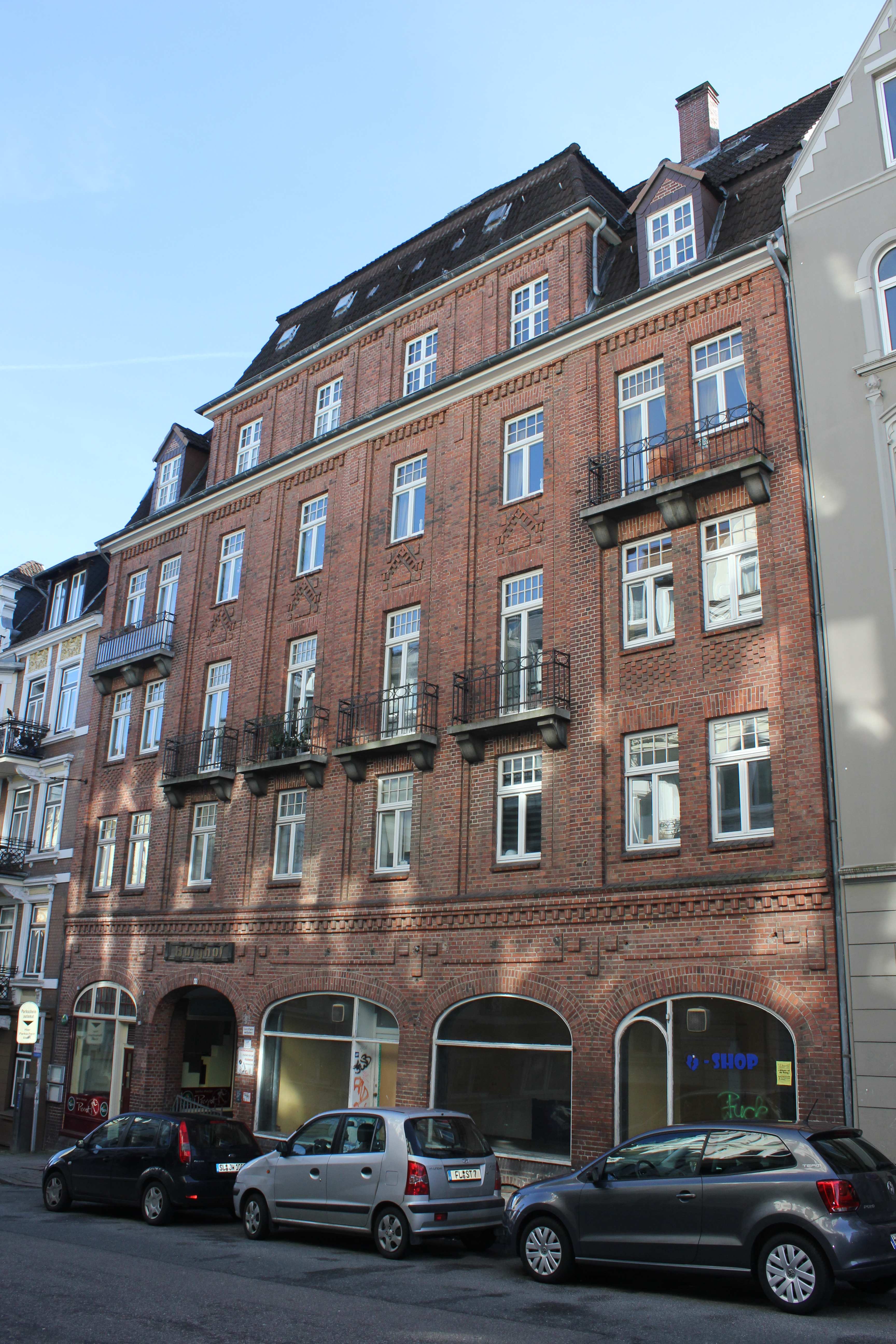
Das Torhaus an der Toosbüystraße
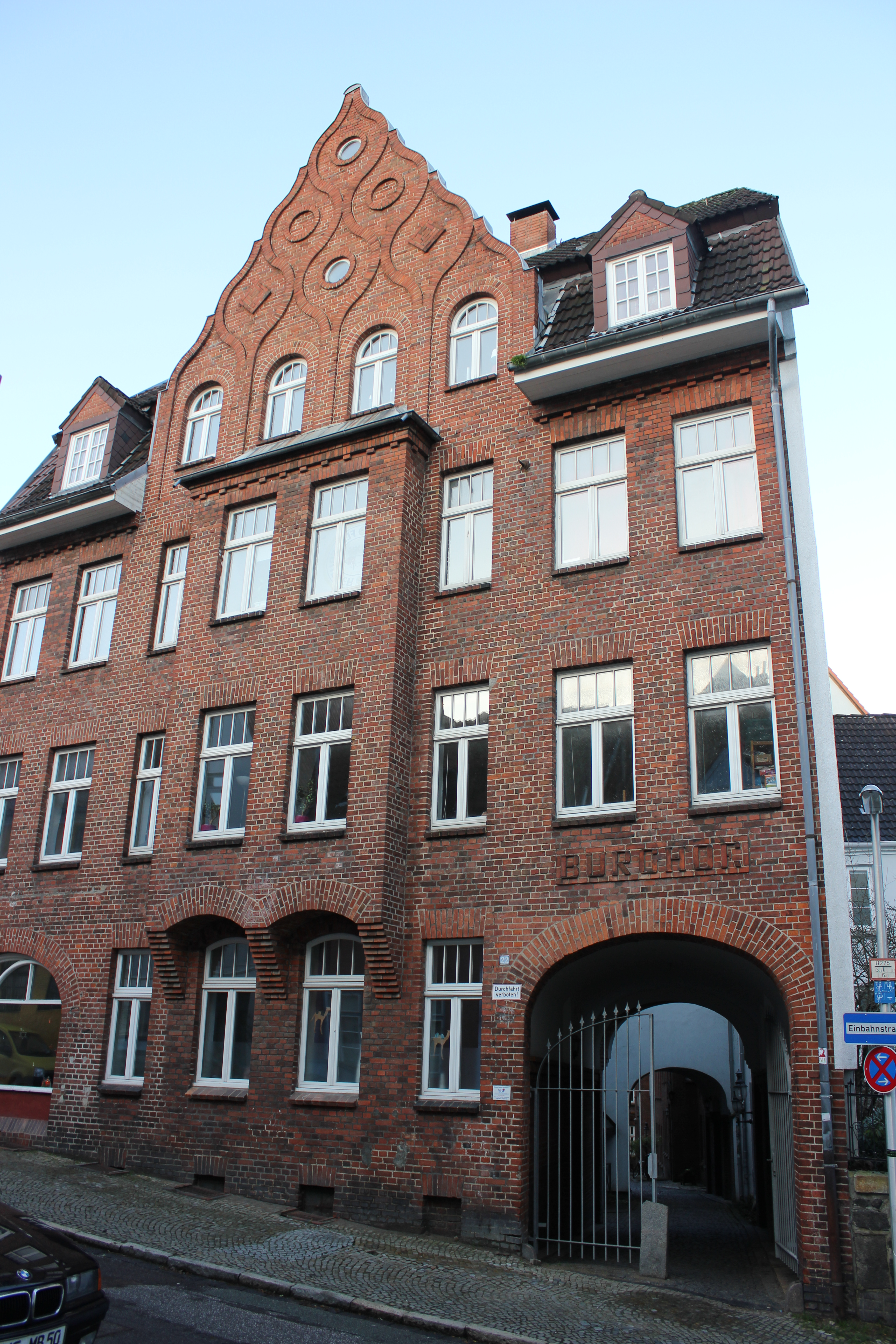
Das Torhaus an der Marienstraße
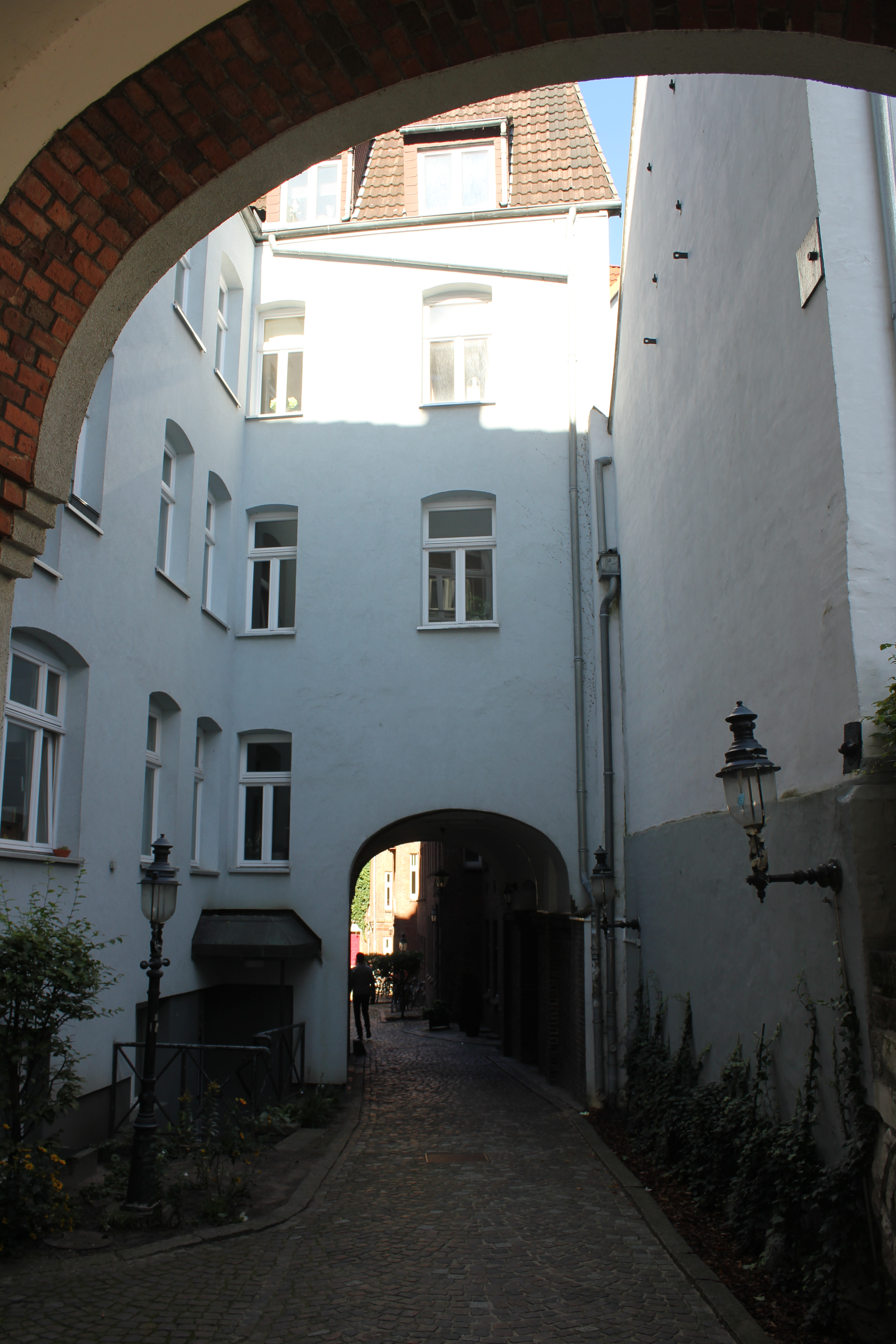
Der kleine vorhofähnliche Innenhof
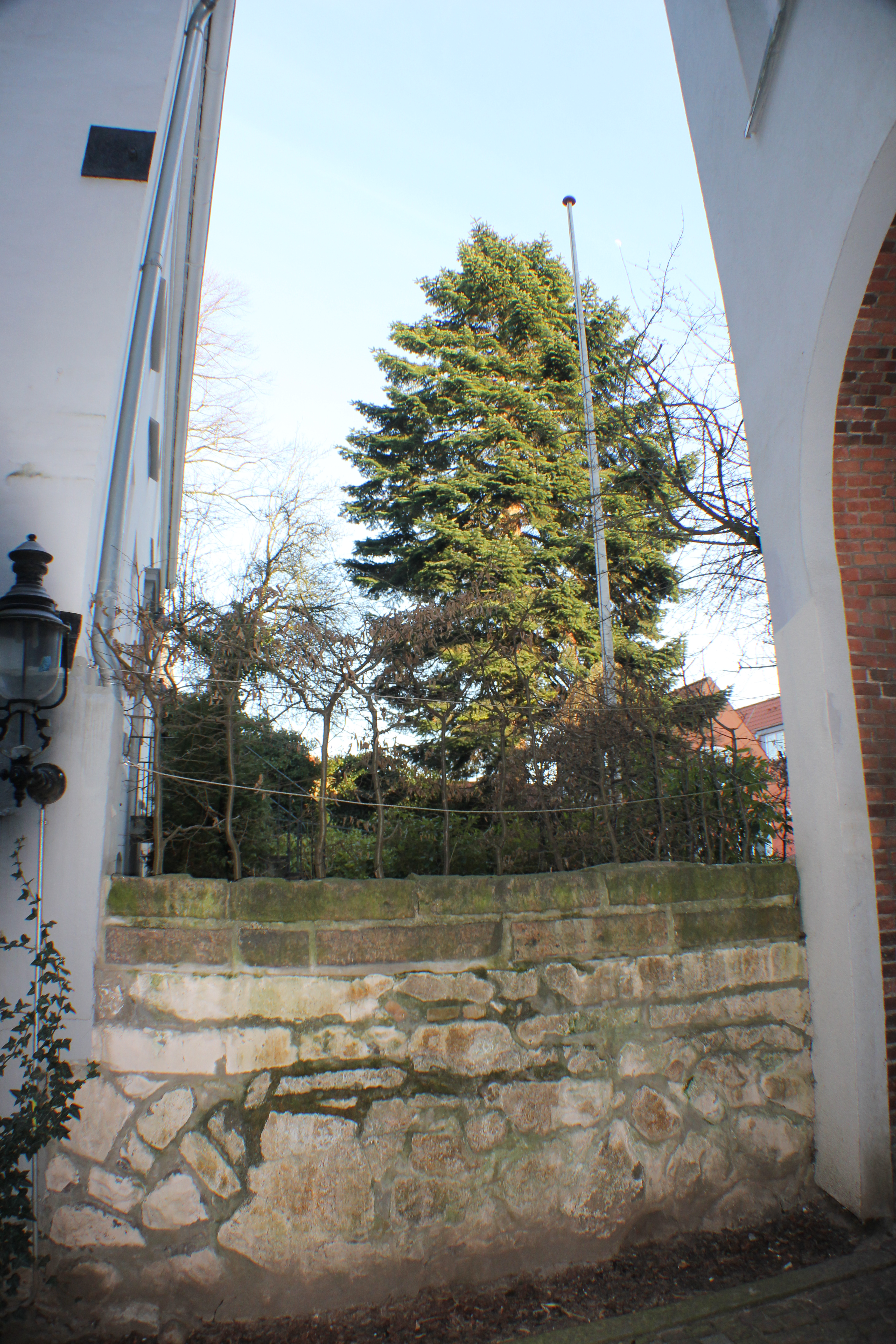
Blick vom Burghof auf die Höhe, auf der die Burg gestanden haben soll
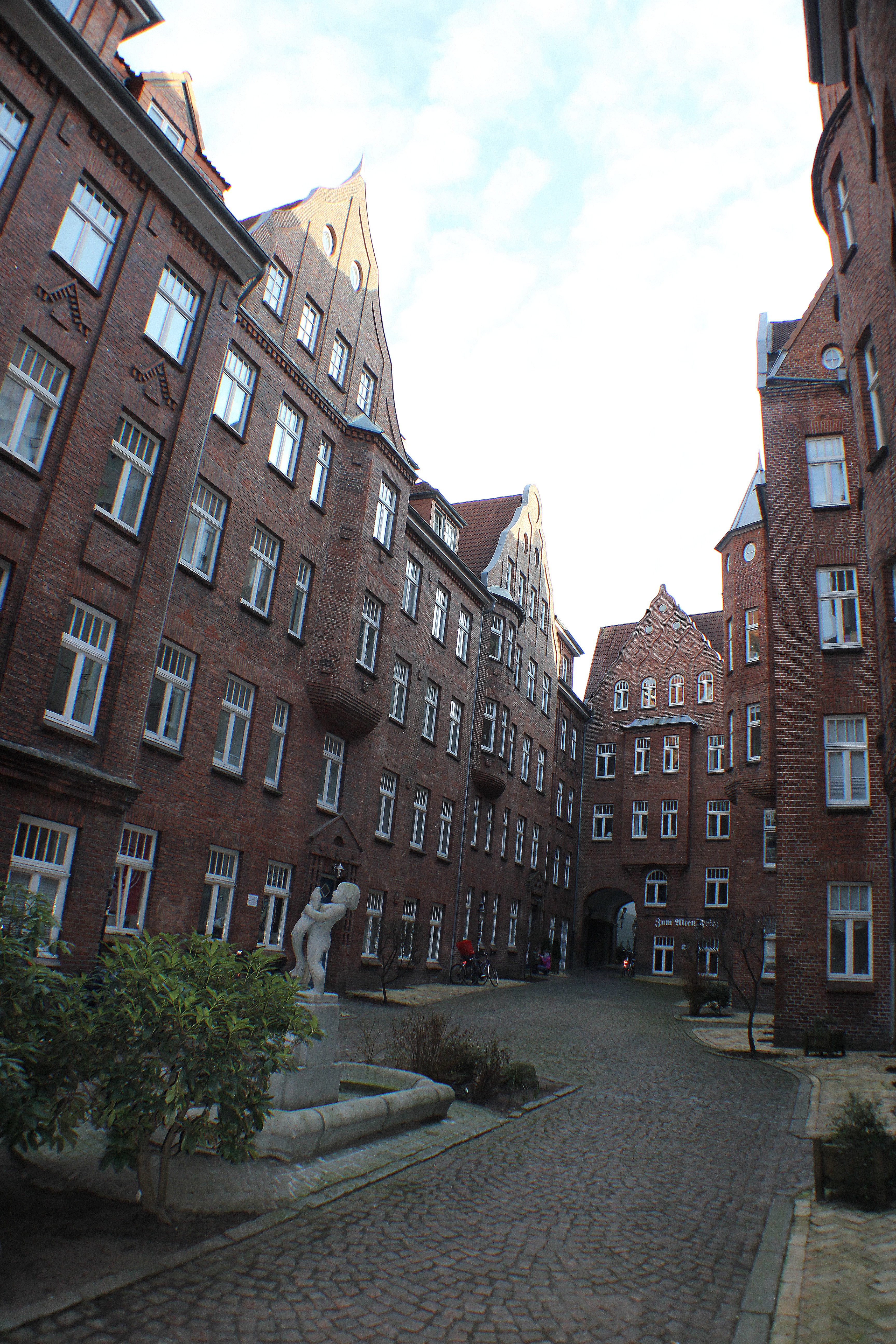
Der große Innenhof, Richtung Süden
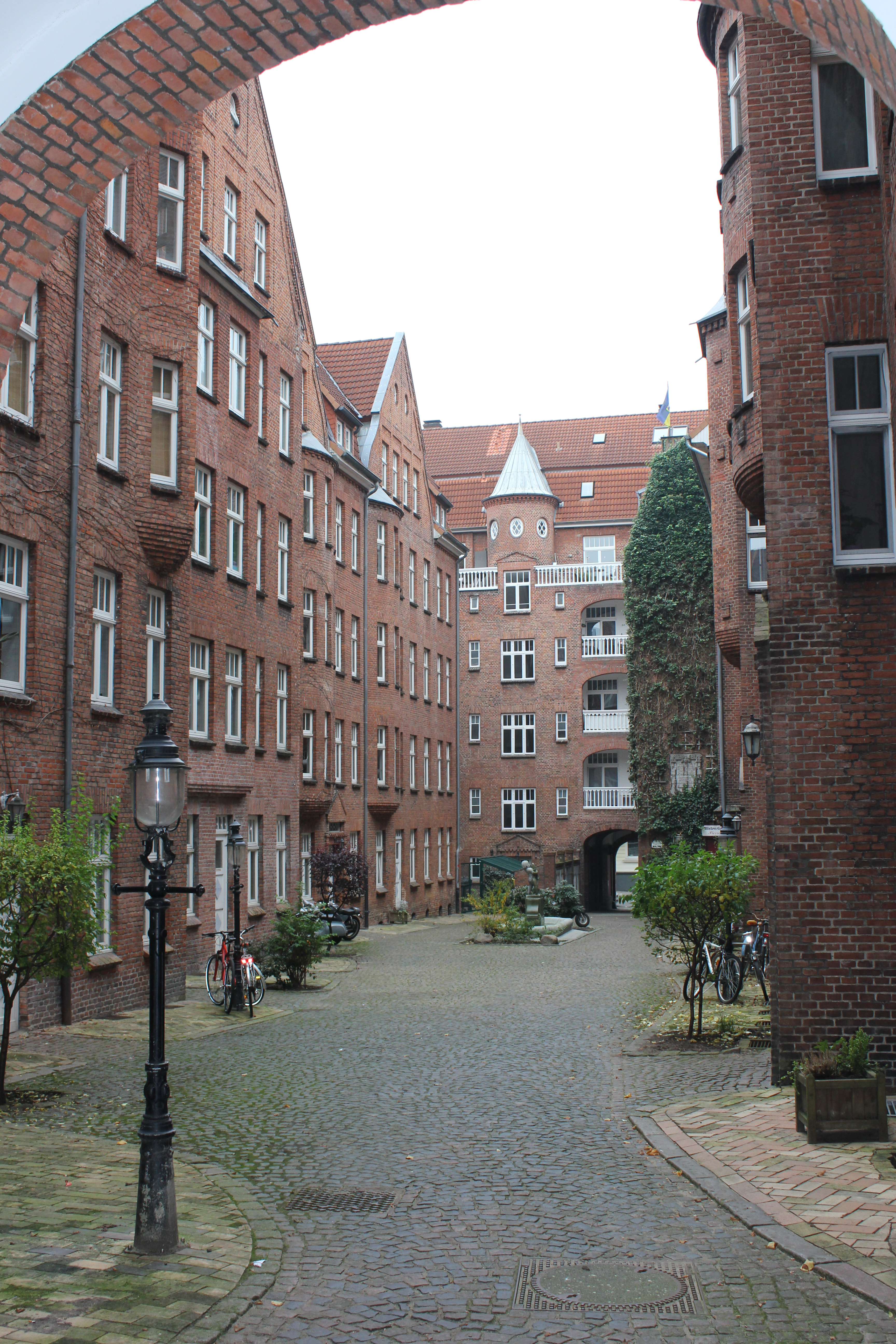
Der große Innenhof, Richtung Norden

## Baugeschichte und Architektur

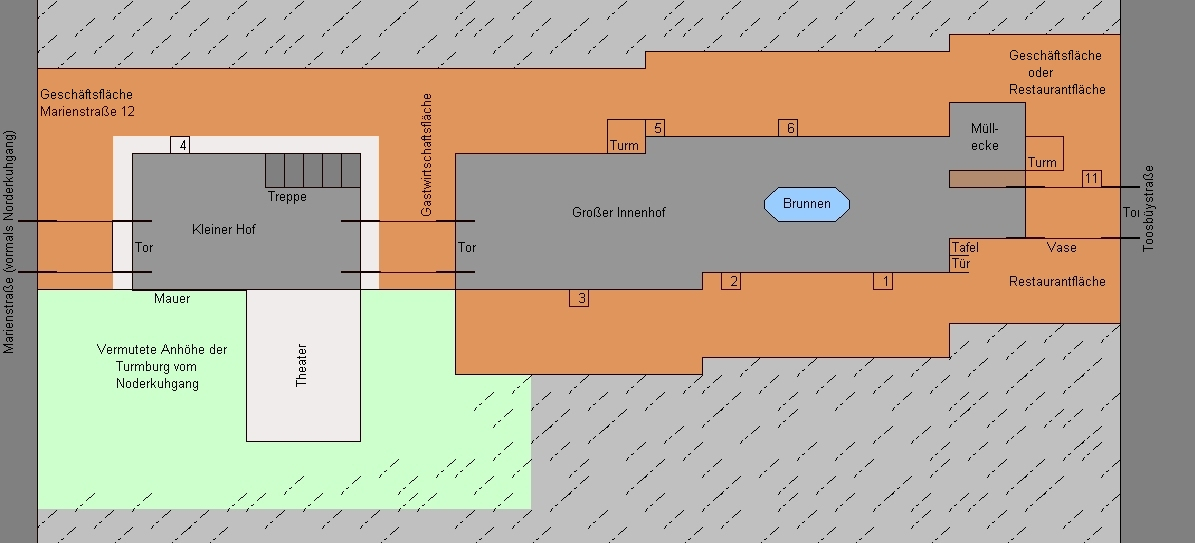
Grobe Veranschaulichungsskizze vom Burghof

In der unteren Hälfte der ansteigend verlaufenden Toosbüystraße befand sich in den ersten Jahren des 20. Jahrhunderts noch eine Baulücke, die nur schwierig zu bebauen war. Ein erster Plan zur Bebauung des Areals war von der Baupolizei, die von Paul Ziegler geleitet wurde, abgelehnt worden. Um eine Bebauung doch noch zu ermöglichen, entwarf der Stadtbauinspektor Paul Ziegler selbst ein Lösungskonzept in Form des Burghofes. Maurermeister August Fürböter, dem das Grundstück gehörte, reichte sodann erneut einen Bauantrag ein, diesmal auf Grundlage des neuen Entwurfes von Paul Ziegler. Der Bauantrag wurde bewilligt und der Burghof wurde in den Jahren 1909 bis 1910 an geplanter Stelle erbaut.
In den ersten Jahren des 20. Jahrhunderts wandten sich einige Architekten dem Baustil der Heimatschutzarchitektur zu, mit dem sie die historisierende Architektur der Gründerzeit weiterentwickeln und überwinden wollten. Auch Paul Ziegler gehörte zu den Architekten des Heimatschutzes. So stellt der Burghof in der Toosbüystraße, welche durchgehend aus Bauten der Gründerzeit und des ihm nachfolgenden Jugendstils besteht, auch einen programmatischen Gegenentwurf dar. Wobei mittels einer in die Mauer eingelassenen Vasenskulptur im Tordurchgang zur Toosbüystraße auch ein leichter Übergang zu den Gründerzeit- und Jugendstilbauten, die zahlreiche solcher Elemente besitzen, geschaffen wurde und damit der Kontrast zur Toosbüystraße offenbar gedämpft wurde. Es ist das einzige Bauelement dieser Art, welches vom Besucher im gesamten Burghof zu entdecken ist. Als Vertreter der Heimatschutzarchitektur war es Ziegler nämlich auch wichtig, an die gegebene örtliche Bautradition anzuknüpfen.
Der Burghof in seiner Grundstruktur besteht aus sieben Mehrfamilienhäusern, mit den Hausnummern Burghof 1 bis 6, der Toosbüystraße 11 sowie der Marienstraße 22, die durchgehend aus roten Mauerziegeln bestehen, die jedoch nicht nur als zweckmäßige Bauelemente zur Errichtung einfacher Mauern verwendet wurden, sondern viel mehr in vielseitiger zierender Art und Weise eingesetzt wurden, so dass der Betrachter die erwähnten typischen Verzierungen der Gründerzeitbauten nicht missen dürfte. Aus der Anordnung der Mehrfamilienhäuser ergibt sich ein großer Innenhof und ein kleiner vorhofähnlicher Innenhof, wie man ihn auch in manchen Burgen entdecken kann. Dieser vordere Teil wurde im Gegensatz zum größeren Hof mit seinen unverdeckten Ziegeln, verputzt und hell angestrichen. Die Putzfassaden mildern auf geschickte Weise den Kontrast zu den Häusern in der Marienstraße. Im kleinen Hof befindet sich die Hausnummer 4 und man kann von dort aus auf das höher gelegene Grundstück blicken, wo sich vermutlich die Turmburg befand.
Durch ein Zwischentor gelangt man zum größeren Innenhof, wo die Hausnummern 1, 2, 3, 5 und 6 sich befinden. Wie im restlichen Burghof ist auch hier alles mit Kopfsteinpflaster gepflastert. Inmitten des großen Innenhofes steht der Burghof-Brunnen mit dem Fischer-Jungen. Der Fischer-Junge ist neben der steinernen Vase im Tunnel vom Tor zur Toosbüystraße die einzige Skulptur, die im Burghof zu finden ist. Die Brunnen-Skulptur besteht aus einem Jungen, der einen Fisch hält, der fast genauso groß ist wie er selbst. Der Fischer-Junge steht auf einem Sockel im Brunnen. Im offenen Maul des hochblickenden Fisches befindet sich eine Düse aus der an schönen Sonnentagen eine Wasserfontäne herausspritzt. Aber der Brunnen wird nicht ständig in Betrieb genommen, so dass dieser Anblick nur eher selten zu erblicken ist. Ein motivähnlicher Brunnen ist beispielsweise in München mit dem Fischerbuberl-Brunnen zu finden. Bei diesem Brunnen, der im Jahr 1910, also im selben Zeitraum in dem wohl auch der Burghof-Brunnen mit dem Fischer-Jungen entstand, aufgestellt wurde, hält ein Fischerbube zwei kleine Fische in den Händen und einen dritten mit den Füßen fest. Es gibt aber neben diesem noch weitere ähnliche Brunnen. Noch bemerkenswert beim Motiv Kind und Brunnen hinsichtlich Flensburg ist, dass in Flensburg wie auch in einigen anderen Orten offenbar abergläubische Sagen verbreitet waren, die behaupteten, dass die Frauen aus den Quellen, Wassern und Brunnen der Gegend ihre sehnlichst gewünschten Kinder auffischen könnten, es heimlich täten, sich dann aber dabei erkälten würden, weshalb sie das Bett hüten müssten. So benötigten die Flensburger Frauen demnach den Klapperstorch nicht. Der Fischer-Junge wurde am 21. Februar 2016 vandalisiert und stark zerstört. Im Jahr 2019 stand die renovierte Skulptur über mehrere Monate wieder an ihrem Standort, bis sie von einem unbekannten Vandalen mitsamt dem Sockel zerstört wurde.
Links und rechts vom Brunnen befinden sich jeweils Blumenbeete, in denen kleine Büsche, Sträucher und Blumen gepflanzt sind. Aber nicht nur dort, an verschiedenen Ecken des Burghofs gibt es weitere Beete und Blumenkästen mit kleinen Bäumen und Blumen. Neben dieser Bepflanzung, ist hier und da an den Burghofmauern nach oben wuchernder Efeu zu erkennen. An der Nordseite, wo der Efeu einen besonders dicken Teppich bildet, hängt an der Mauer eine eindrucksvolle, große Steintafel mit einem kunstvoll ausgestalteten Rahmen, mit Worten die daran erinnern, dass der Burghof in den Jahren 1909 bis 1910 nach einem Entwurf von Paul Ziegler entstanden ist. Ab und zu muss die Tafel vom Efeu befreit werden, ansonsten wäre sie schon längst vollständig zugewuchert. Unter der Tafel steht eine schmucke alte Bank, die zum Verweilen einlädt. Zwei Türme sind im großen Innenhof zu entdecken. Ein Südturm, bei der Hausnummer 5 und ein Nordturm der das Vorderhaus Toosbüystraße Nr. 11 krönt und den Burgcharakter ganz besonders hervorhebt. Ein weiterer Turm im kleinen Hof, der in Entwürfen von Paul Ziegler noch zu finden war, wurde jedoch offenbar nicht realisiert.
Eine große Stilvielfalt sowie der Variationsreichtum bei Giebeln, Erkern, Dächern und sämtlichen anderen Teilen des Baus hebt den Burgcharakter, denn auch die meisten Burgen sind zumeist nicht aus einem Guss entstanden, und gerade diese leichten gezielten Brüche in der Architektur des Hofes machen ihn so prachtvoll und lassen den Betrachter eine Burg erkennen. Auch die Loggien, links und rechts des nördlichen Turmes mit seinem Kegeldach gelegen, passen in dieses Bild. Manches ist eckig und manches rund und barock gestaltet. Auch zeigt die Backsteinornamentik, dass Paul Ziegler sich um kleinste architektonische Einzelheiten gekümmert hatte. Das damals noch freie Grundstück wurde durch die errichteten Gebäude des Burghofes gut und nicht zu stark ausgefüllt. Wobei auffällt, dass die hohe Gebäudehöhe, der viergeschossigen Bebauung des Burghofes, im Vergleich zur östlichen Grundstücksbebauung, bei der Betrachtung von der Marienstraße aus, zu hoch und zum benachbarten östlichen Grundstück (Marienstraße 20) hin nicht wirklich vollendet, wohl zu eckig und zu wenig abgerundet wirkt. Jenseits dessen, besteht der Burghof aus über 60 Wohnungen und bietet zusätzlich noch etwas Fläche für zwei kleine Geschäfte und zwei Restaurants, nämlich Parterre, in den beiden Torhäusern und im Quergebäude mit dem Zwischentor.

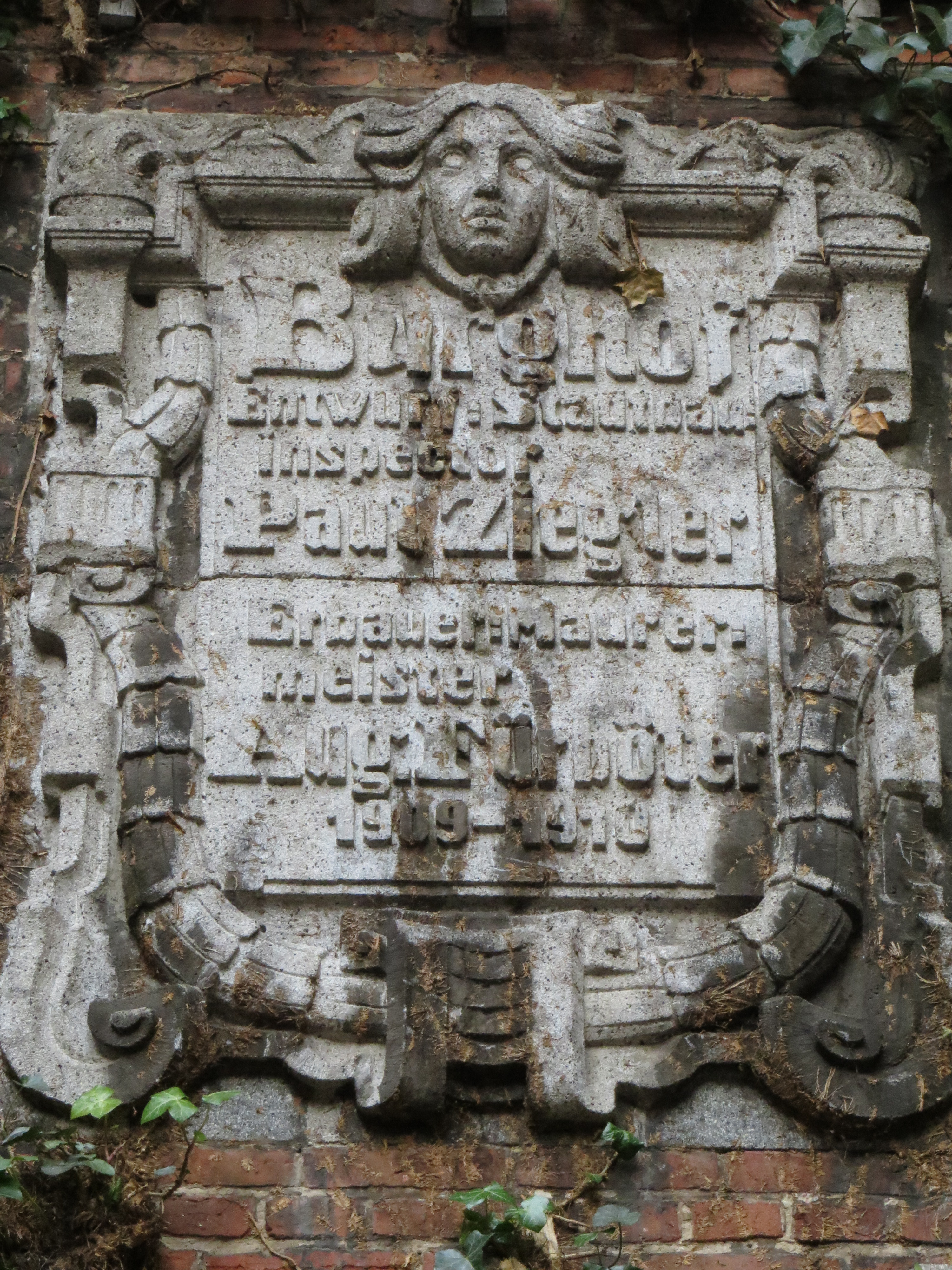
Tafel mit dem Wortlaut: „Entwurf Stadtbauinspector Paul Ziegler, Erbaut 1909–1910“
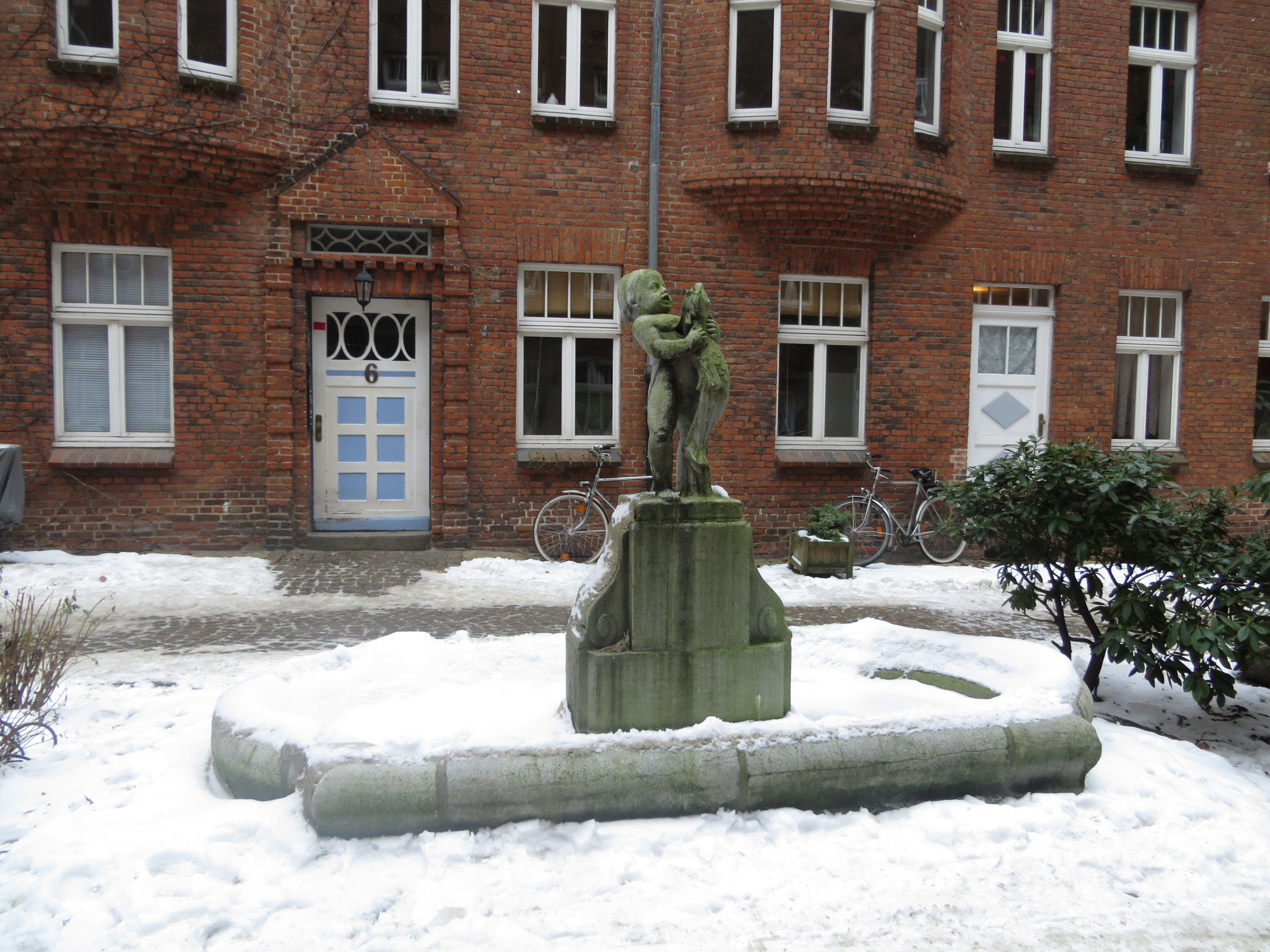
Der unzerstörte Burghof-Brunnen im Winter 2012.
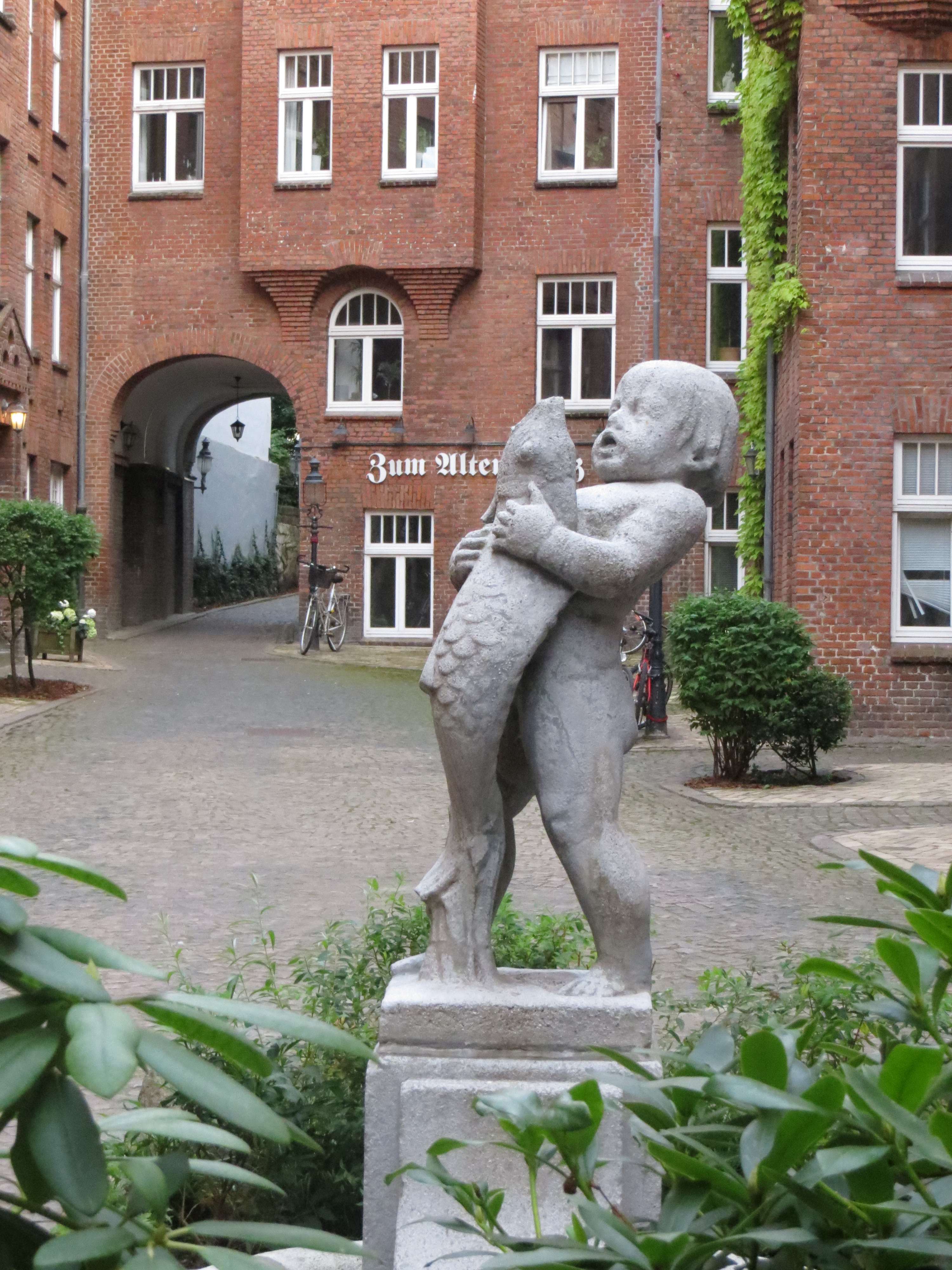
Der Fischer-Junge im Jahr 2013 wie er noch nicht zervandalisiert wurde.
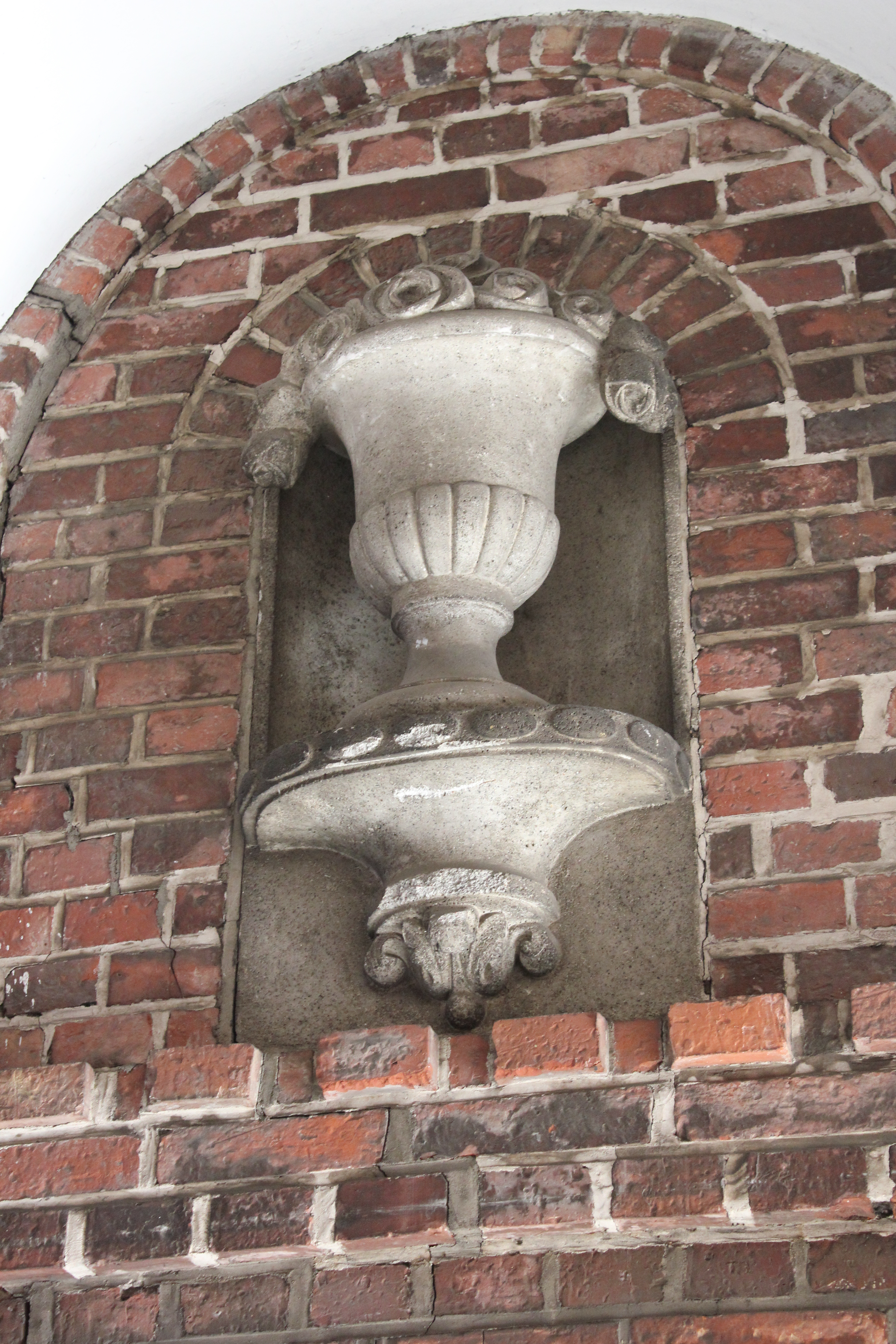
Die Vasenskulptur im nördlichen Tor-Zugang
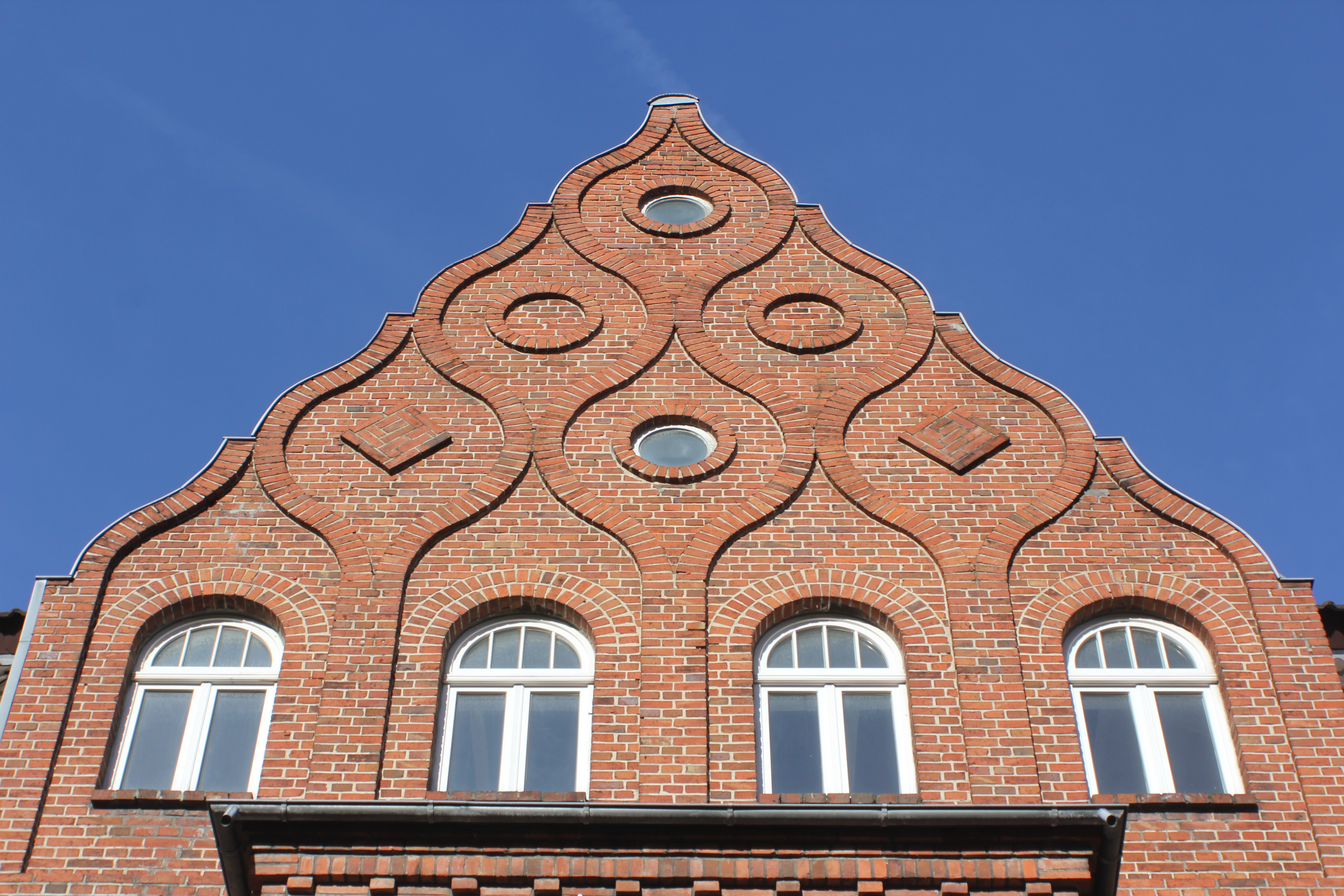
barockartiger Zwerchgiebel mit fischblasenförmigen Ornamenten, dem Jugendstil ähnlich, am Gebäude Marienstr. 22
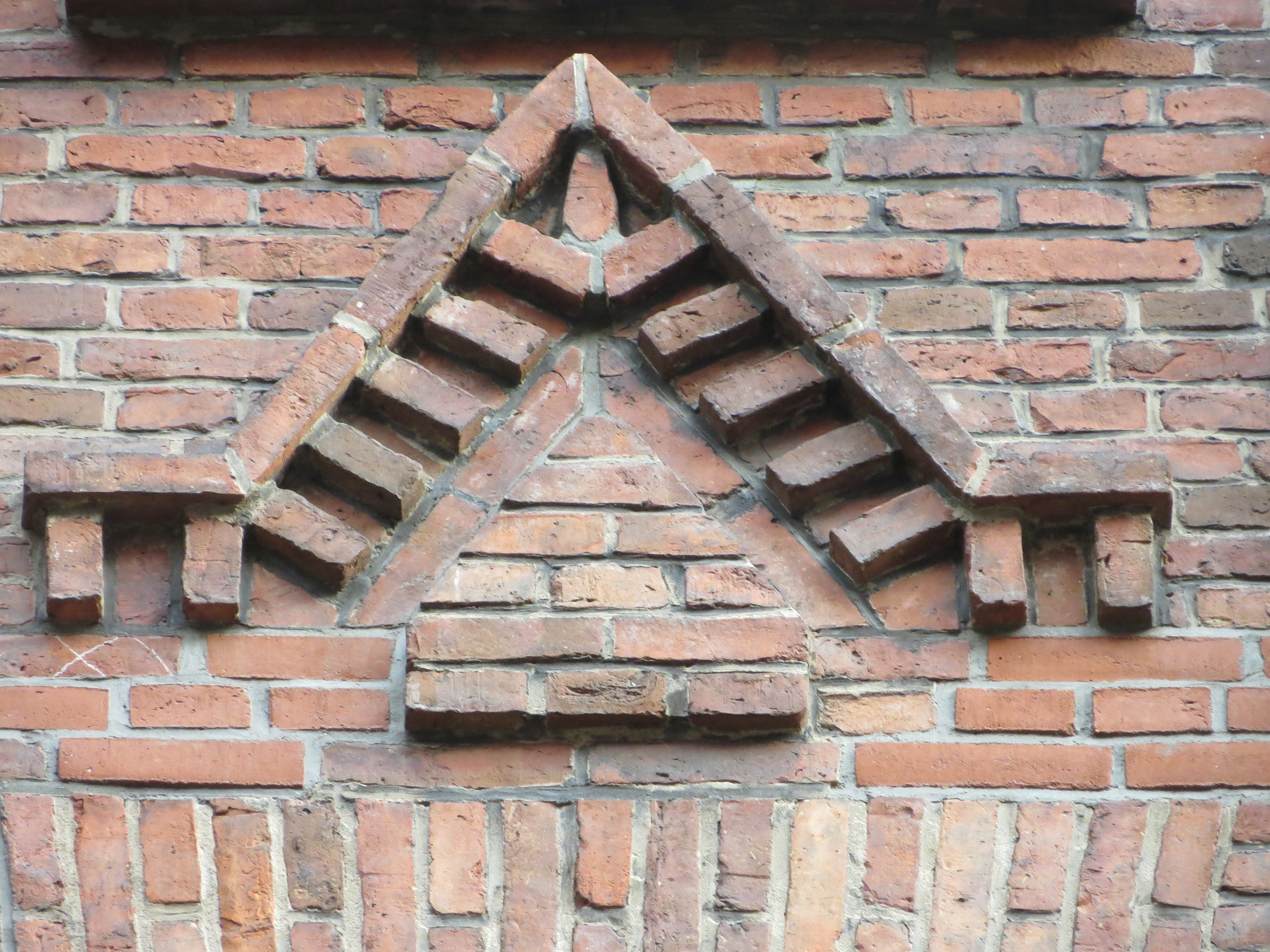
Teil der Backsteinornamentik

## Der Burghof heutzutage

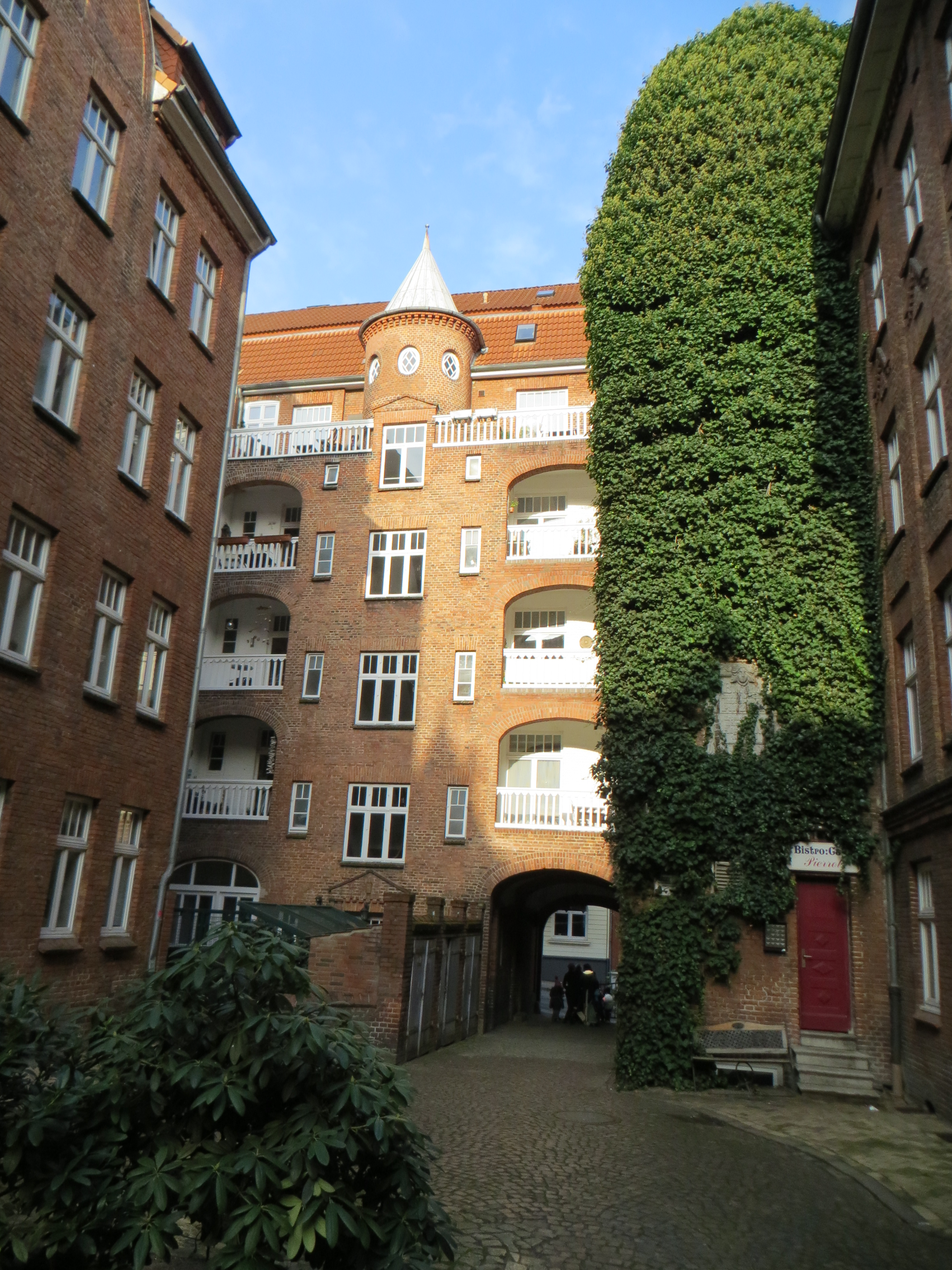
Die nördliche Seite mit den Loggien und dem Nordturm

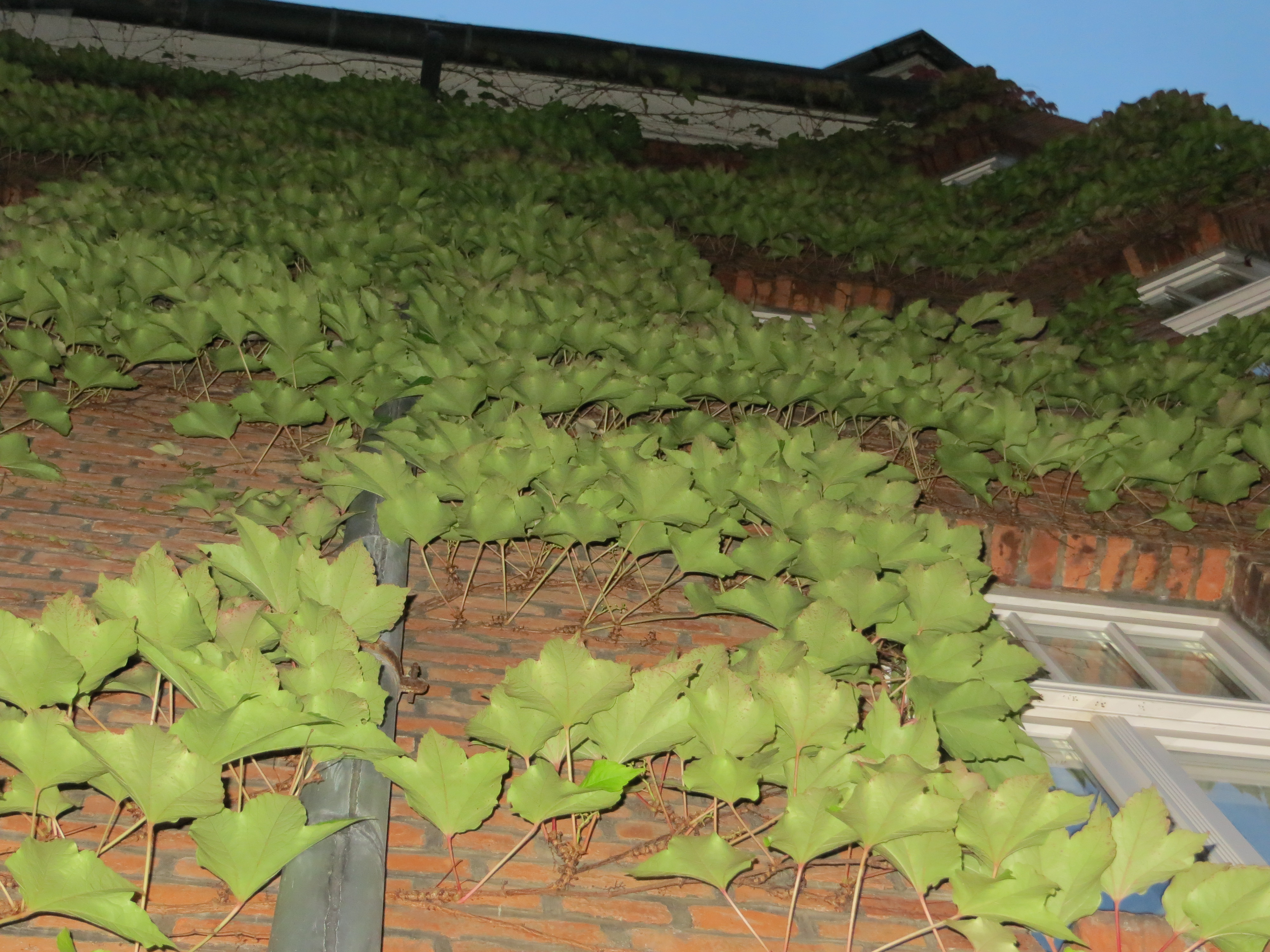
Am Mauerwerk wächst zum Teil der Efeu hoch

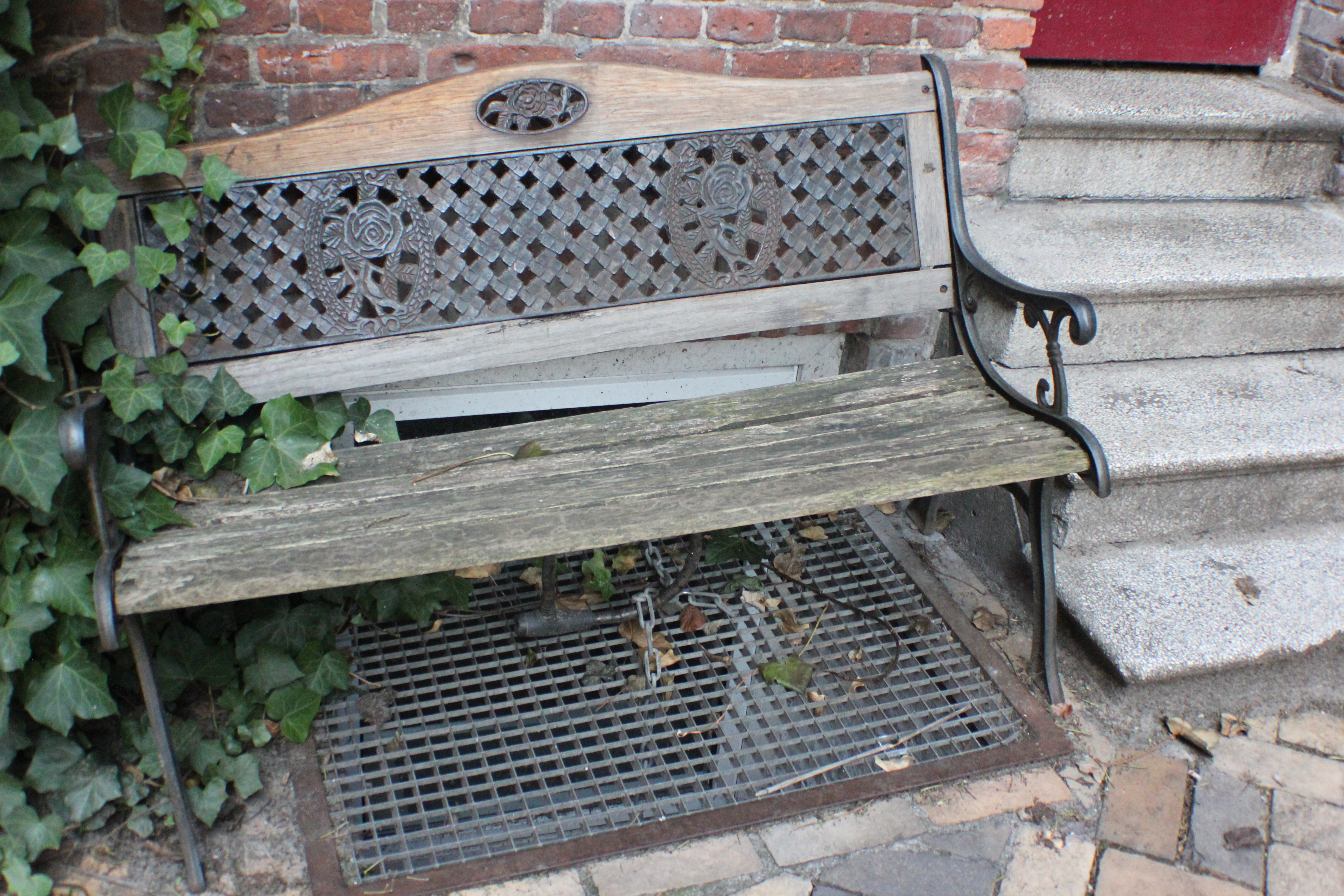
Eine alte Parkbank unter der Gedenktafel

In den Jahren 1987/88 wurde der mittlerweile denkmalgeschützte Burghof grundlegend saniert. Die Wohnungen wurden modernisiert. Fenster die sich nach außen öffneten, wurden durch welche ersetzt, die sich nach innen öffnen ließen. Der Grundschnitt der Wohnungen wurde kaum verändert. Nach Abschluss der Arbeiten wurden die einzelnen Wohnungen als Eigentumswohnungen verkauft. Wenige Jahre später wurde raumgreifender Hausschwamm bemerkt und eine kostspielige Nachsanierung wurde notwendig. Von den Besitzern konnten viele diese Kosten nicht tragen. Im ersten Jahrzehnt der 2000er Jahre erwarben viele Dänen Wohnungen im Burghof, die zum Teil hier auch wohnen. Die Eigentümer der Wohnungen wohnen zu über 60 Prozent selbst in den jeweiligen Wohnungen.
2010 konnten die Eigentümer und Bewohner das hundertjährige Bestehen feiern. Am Samstag, den 16. Oktober gab es eine Veranstaltung in der die Gäste über die Geschichte und die Neuigkeiten des Burghofes informiert wurden. Zudem wurde mit Musik gefeiert. Zum hundertjährigen Bestehen des Burghofes wurde die Brunnenfigur restauriert. An der Sanierung des restlichen Brunnens im September 2011 beteiligte sich wohl auch der Verschönerungsverein Flensburg.
Die Verwaltung der Anlage übernahm für die Wohnungseigentümer für über 17 Jahre die SBV-Immobilienverwaltung. Im Oktober 2014 übernahm die Manasterny & Aarskog Immobilien GmbH die Verwaltung. Die Wohnungseigentümer und Bewohner sind zudem in der Burghof-Initiative organisiert. Neben der Instandhaltung sind immer wieder parkende Autos sowie die Lautstärke im großen Innenhof ein Thema unter den Bewohnern, denn die Durchgangsverbindung von der Toosbüystraße zur Marienstraße ist öffentlich und wird von Flensburgern und Touristen gerne genutzt. Verschiedene Wohnungen werden als Ferienwohnung vermietet. Das im Stil der 1970er-Jahre eingerichtete Burghof Apartment stellt(e) Kunstwerke aus, die zwischen 2000 und 2013 die Münchener Malerin Annegret Hoch, Trägerin des Daniel-Henry-Kahnweiler-Preises 2004 und des Bayerischen Kunstförderpreises 2007, erschuf.
Im vorderen Teil des Gebäudes Toosbüystraße 11, den man von der Straße aus sehen kann, wo sich die Möglichkeit für ein kleines Restaurant bietet, war bis 2013 eine Gastwirtschaft mit dem Namen Pierrot zu finden. Mit der Schließung des Pierrots, ist offenbar der Leerstand hinsichtlich Geschäftsfläche, der sich zuvor schon in der Toosbüystraße bemerkbar machte, nun auch beim Burghof angekommen. Die Gastwirtschaft Zum Alten Fritz im Burghof Nr. 4., von der seit langer Zeit noch das Schild hängt, ist scheinbar schon lange verschwunden, soll aber auch nur kurz im Betrieb gewesen sein. Der Grund für die wohl königliche Namensgebung ist unklar. Der Name der Gastwirtschaft könnte gewählt worden sein, da in Angeln Sagen über den Alten Fritz existieren, obwohl ein Besuch der Region von ihm nicht bezeugt ist. Auch die Geschäftsfläche bei der Marienstraße 22 ist offenbar nicht mehr vermietet. Dennoch, trotz der geschäftlich schwierigen Lage, fand im Jahre 2012 im Burghof wohl einmalig ein Flohmarkt statt, um Gelder für die Verlegung von Kopfsteinpflaster an Stelle von Asphalt für die benachbarte Marienstraße zu sammeln.
Die kontrovers diskutierten Baumaßnahmen des Jahres 2014 in der Toosbüystraße haben den Burghof nicht beeinflusst oder verändert, da vom Burghof keine Sichtachse zum betroffenen Hang der Duburganhöhe besteht.
Die meisten Stadtführungen durch die Innenstadt Flensburgs führen heutzutage auch durch den Burghof.